# Joel Soto
Joel Antonio Soto Torres (* 9. April 1982 in Valparaíso) ist ein ehemaliger chilenischer Fußballspieler. Der Stürmer gewann den Meistertitel der chilenischen Primera División 2001 und absolvierte fünf Länderspiele für die Chilenische Fußballnationalmannschaft.

## Karriere

### Verein
Joel Soto wuchs im Stadtteil Cerro Toro von Valparaíso auf und kam so schon in jungen Jahren zu den ortsansässigen Santiago Wanderers. 1998 debütierte er bei dem Klub. Die Wanderers stiegen trotz vieler talentierter Spieler in die zweite Liga ab, in der Reinaldo Navia als Stürmer gesetzt war. Soto spielte zeitweise im B-Team des Klubs in der Tercera División. 2001 gelang ihm aber der Durchbruch in der ersten Mannschaft, die wieder in die Primera División aufgestiegen war. Dort gewannen die Hafenstädter die Meisterschaft 2001. In der Copa Libertadores 2002 schieden die Wanderers zwar früh aus, konnten aber einen Achtungserfolg beim Heimspiel gegen die Boca Juniors erzielen. Soto war zudem Kapitän der Mannschaft.
Mitte 2003 wechselte Soto zum Chiapas FC aus Mexiko. Der Klub spielte allerdings keine gute Saison und Soto fand sich nur schwer zurecht. So kam er 2004 wieder nach Chile zurück, wo er für den CSD Colo-Colo auflief, allerdings konnte ihn der finanziell angeschlagene Klub nicht halten. Er spielte erneut in Mexiko und in Chile, allerdings bei keinem Verein länger als ein Jahr – mit Ausnahme der Santiago Wanderers. Soto kam zudem 2005 und 2008 jeweils zu seinem Jugendklub zurück. 2013 beendete er seine Karriere bei Unión La Calera.
Nach seiner Karriere arbeitete Soto als Sportberater für die Stadt Valparaíso. Im Januar 2022 wurde der frühere Stürmer wegen Drogenhandels verhaftet und zu zwölf Jahren Gefängnisstrafe verurteilt.

### Nationalmannschaft
Joel Soto debütierte für Chile im April 2002 unter César Vaccia beim Freundschaftsspiel gegen die Türkei. Bei der 0:2-Niederlage wurde er in der 68. Spielminute für Héctor Tapia eingewechselt. Insgesamt kam Soto in fünf Freundschaftsspielen zum Einsatz. Das letzte Länderspiel bestritt Soto im Juni 2003 gegen Honduras.
Zuvor spielte Soto beim olympischen Qualifikationsturnier 2004 für die Olympiamannschaft Chiles, jedoch verpasste La Roja als Vierter in der Finalrunde die Spiele in Athen.

## Erfolge
Santiago Wanderers
- Chilenischer Meister: 2001

O’Higgins
- Chilenischer Meister: 2013/14-A
- Chilenischer Supercup-Sieger: 2014